# العلاقات الكمبودية الكندية
العلاقات الكمبودية الكندية هي العلاقات الثنائية التي تجمع بين كمبوديا وكندا.

## مقارنة بين البلدين
هذه مقارنة عامة ومرجعية للدولتين:
| وجه المقارنة                                              | كمبوديا                   | كندا                     |
| --------------------------------------------------------- | ------------------------- | ------------------------ |
| المساحة (كم2)                                             | 181.03 ألف                | 9.98 مليون               |
| عدد السكان (نسمة)                                         | 16.01 مليون               | 35.70 مليون              |
| الكثافة السكانية (ن./كم²)                                 | 88.44                     | 3.58                     |
| العاصمة                                                   | بنوم بنه                  | أوتاوا                   |
| اللغة الرسمية                                             | اللغة الخميرية            | لغة إنجليزية، لغة فرنسية |
| العملة                                                    | ريال كمبودي، دولار أمريكي | دولار كندي               |
| الناتج المحلي الإجمالي (بليون دولار)                      | 22.16 مليار               | 1.65 تريليون             |
| الناتج المحلي الإجمالي (تعادل القوة الشرائية) بليون دولار | 54.37 مليار               | 1.59 تريليون             |
| الناتج المحلي الإجمالي الاسمي للفرد دولار أمريكي          | 1.16 ألف                  | 43.25 ألف                |
| الناتج المحلي الإجمالي للفرد دولار أمريكي                 | 3.26 ألف                  | 45.07 ألف                |
| مؤشر التنمية البشرية                                      | 0.555                     | 0.913                    |
| رمز المكالمات الدولي                                      | +855                      | +1                       |
| رمز الإنترنت                                              | .kh                       | .ca                      |
| المنطقة الزمنية                                           | ت ع م+07:00               |                          |

## منظمات دولية مشتركة
يشترك البلدان في عضوية مجموعة من المنظمات الدولية، منها:
| علم المنظمة | اسم المنظمة                               | تاريخ انضمام كمبوديا | تاريخ انضمام كندا |
| ----------- | ----------------------------------------- | -------------------- | ----------------- |
|             | مؤسسة التنمية الدولية                     | 22 يوليو 1970        | 24 سبتمبر 1960    |
|             | يونسكو                                    | 3 يوليو 1951         | 4 نوفمبر 1946     |
|             | مؤسسة التمويل الدولية                     | 26 مارس 1997         | 20 يوليو 1956     |
|             | منظمة حظر الأسلحة الكيميائية              | ?                    | ?                 |
|             | الأمم المتحدة                             | 14 ديسمبر 1955       | 9 نوفمبر 1945     |
|             | الاتحاد الدولي للاتصالات                  | 10 أبريل 1952        | 1 يوليو 1908      |
|             | منظمة الشرطة الجنائية الدولية             | ?                    | ?                 |
|             | البنك الدولي للإنشاء والتعمير             | 22 يوليو 1970        | 27 ديسمبر 1945    |
|             | الاتحاد البريدي العالمي                   | ?                    | ?                 |
|             | المركز الدولي لتسوية المنازعات الاستشارية | 19 يناير 2005        | 1 ديسمبر 2013     |
|             | وكالة ضمان الاستثمار متعدد الأطراف        | 1 ديسمبر 1999        | 12 أبريل 1988     |
|             | بنك التنمية الآسيوي                       | 1966                 | 1966              |
|             | منظمة التجارة العالمية                    | ?                    | ?                 |
|             | الفريق المعني برصد الأرض                  | ?                    | ?                 |
|             | منتدى آسيان الإقليمي ‏                     | ?                    | ?                 |

## أعلام
هذه قائمة لبعض الشخصيات التي تربطها علاقات بالبلدين:
- إلين وونغ (ممثلة كندية، 13 يناير 1985 – )

## وصلات خارجية
- موقع وزارة الخارجية الكمبودية
- موقع وزارة الخارجية الكندية